# Santiago Lara
Santiago Lara (* 1984 in Sevilla) ist ein spanischer Flamenco-Gitarrist. 
Lara ist einer der Meisterschüler von Manolo Sanlúcar. Er komponiert die Musik für die Flamenco-Tänzerin Mercedes Ruiz.